# 米蘭統治者列表
下面是13世紀至1859年的米蘭統治者列表，列表記述米蘭統治者到索爾弗利諾戰役之後併入薩丁尼亞王國為止。
| 姓名                                                | 統治始於       | 統治終於       | 附註                                                                           |
| --------------------------------------------------- | -------------- | -------------- | ------------------------------------------------------------------------------ |
| 米蘭領主，包含德拉·托雷家族以及維斯孔蒂家族的統治者 |                |                |                                                                                |
| 帕加諾一世·德拉·托雷（Pagano I della Torre）        | 1240年         | 1247年         |                                                                                |
| 帕加諾二世·德拉·托雷（Pagano II della Torre）       | 1247年         | 1257年         |                                                                                |
| 曼弗雷迪·蘭恰（Manfredi Lancia）                    | 1253年         | 1256年         |                                                                                |
| 馬爾提諾·德拉·托雷                                  | 1257年         | 1259年         |                                                                                |
| 歐貝爾托·帕拉維奇諾                                 | 1259年         | 1264年         |                                                                                |
| 菲力波·德拉·托雷（Filippo della Torre）             | 1263年         | 1265年         |                                                                                |
| 拿波列奧內·德拉·托雷                                | 1265年         | 1277年         |                                                                                |
| 奧托內·維斯孔蒂                                     | 1277年         | 1294年         | 米蘭大主教                                                                     |
| 馬特奧一世·維斯孔蒂                                 | 1294年         | 1302年         | 奧托內的姪孫                                                                   |
| 圭多·德拉·托雷                                      | 1302年         | 1311年         |                                                                                |
| 馬特奧一世·維斯孔蒂                                 | 1311年         | 1322年         | 復位                                                                           |
| 加萊亞佐一世·維斯孔蒂                               | 1322年         | 1327年         | 馬特奧的兒子                                                                   |
| 阿佐內·維斯孔蒂                                     | 1327年         | 1339年         | 加萊亞佐一世的兒子                                                             |
| 魯吉諾·維斯孔蒂                                     | 1339年         | 1349年         | 加萊亞佐一世的弟弟以及阿佐內的叔叔                                             |
| 喬瓦尼·維斯孔蒂（米蘭大主教）                       | 1349年         | 1354年         | 加萊亞佐一世、魯吉諾的弟弟                                                     |
| 馬特奧二世·維斯孔蒂                                 | 1354年         | 1355年         | 加萊亞佐一世、魯吉諾、喬瓦尼的姪子，斯提法諾的兒子，與下面兩位統治者共治       |
| 貝爾納波·維斯孔蒂                                   | 1354年         | 1385年         | 加萊亞佐一世、魯吉諾、喬瓦尼的姪子，斯提法諾的兒子                             |
| 加萊亞佐二世·維斯孔蒂                               | 1354年         | 1378年         | 加萊亞佐一世、魯吉諾、喬瓦尼的姪子，斯提法諾的兒子                             |
| 吉安·加萊亞佐·維斯孔蒂                              | 1378年8月4日   | 1395年5月1日   | 加萊亞佐二世的兒子                                                             |
| 米蘭公爵， 米蘭公國統治者                           |                |                |                                                                                |
| 吉安·加萊亞佐·維斯孔蒂                              | 1395年5月1日   | 1402年9月3日   |                                                                                |
| 吉安·瑪麗亞·維斯孔蒂                                | 1402年9月3日   | 1412年5月16日  | 吉安·加萊亞佐一世的兒子，被暗殺身亡                                            |
| 菲利波·瑪麗亞·維斯孔蒂                              | 1412年6月12日  | 1447年8月13日  | 吉安·瑪麗亞的弟弟                                                              |
| 安布羅西亞共和國 1447年8月14日－1450年3月25日       |                |                |                                                                                |
| 弗朗切斯科一世·斯福爾扎                             | 1450年3月25日  | 1466年3月8日   | 娶了菲力波·瑪麗亞·維斯孔蒂的女兒                                               |
| 加萊亞佐·马里亚·斯福爾扎                            | 1466年3月20日  | 1476年12月26日 | 弗朗切斯科一世的兒子                                                           |
| 吉安·加莱亚佐·斯福尔扎                              | 1476年12月26日 | 1494年10月22日 | 加萊亞佐·瑪麗亞的兒子                                                          |
| 卢多维科·斯福尔扎                                   | 1494年10月22日 | 1499年9月2日   | 弗朗切斯科一世的兒子                                                           |
| 路易十二                                            | 1499年9月6日   | 1500年2月5日   | 吉安·加萊亞佐一世·維斯孔蒂的女兒，瓦倫提娜的孫子                               |
| 卢多维科·斯福尔扎                                   | 1500年2月3日   | 1500年4月10日  | 復位                                                                           |
| 路易十二                                            | 1500年4月17日  | 1512年6月16日  | 復位                                                                           |
| 馬西米利安諾·斯福爾扎                               | 1512年6月16日  | 1515年10月8日  | 盧多維科的兒子                                                                 |
| 法蘭索瓦一世                                        | 1515年10月11日 | 1521年11月19日 | 路易十二的堂姪兼女婿                                                           |
| 法蘭西斯科二世·斯福爾扎                             | 1521年11月19日 | 1524年10月3日  | 盧多維科的兒子，馬克西米利安諾的弟弟                                           |
| 法蘭索瓦一世                                        | 1524年10月23日 | 1525年2月24日  | 復位                                                                           |
| 法蘭西斯科二世·斯福爾扎                             | 1525年2月26日  | 1535年11月1日  | 復位                                                                           |
| 西班牙國王統治時期 1540年－1706年                   |                |                |                                                                                |
| 費利佩二世                                          | 1540年10月11日 | 1598年9月13日  | 弗朗切斯科二世死後，神聖羅馬帝國皇帝查理五世宣稱米蘭是他的兒子費利佩二世的領土 |
| 費利佩三世                                          | 1598年9月13日  | 1621年3月31日  | 費利佩二世之子                                                                 |
| 費利佩四世                                          | 1621年3月31日  | 1665年9月17日  | 費利佩三世之子                                                                 |
| 卡洛斯二世                                          | 1665年9月17日  | 1700年11月1日  | 費利佩四世之子                                                                 |
| 费利佩五世                                          | 1700年11月1日  | 1706年9月24日  | 費利佩四世的曾孫                                                               |
| 奧地利統治時期 1706年－1800年                       |                |                |                                                                                |
| 查理六世                                            | 1707年1月12日  | 1740年10月20日 | 費利佩三世的曾孫                                                               |
| 瑪麗亞·特蕾莎                                       | 1740年10月20日 | 1780年11月29日 | 查理六世之女                                                                   |
| 約瑟夫二世                                          | 1780年11月29日 | 1790年2月20日  | 瑪麗亞·特蕾莎之子                                                              |
| 利奧波德二世                                        | 1790年2月20日  | 1792年3月1日   | 約瑟夫二世之弟                                                                 |
| 法蘭茲二世                                          | 1792年3月1日   | 1796年5月9日   | 利奧波德二世之子                                                               |
| 坦斯帕達納共和國 1796年11月15日－1797年6月29日      |                |                |                                                                                |
| 奇薩爾皮尼共和國 1797年6月29日－1799年4月29日       |                |                |                                                                                |
| 法蘭茲二世                                          | 1799年4月29日  | 1800年4月29日  | 復位                                                                           |
| 奇薩爾皮尼共和國 1800年4月29日－1802年1月26日       |                |                |                                                                                |
| 義大利共和國總統時期                                |                |                |                                                                                |
| 拿破崙·波拿巴                                       | 1802年1月26日  | 1805年3月18日  |                                                                                |
| 義大利國王統治時期                                  |                |                |                                                                                |
| 拿破仑一世                                          | 1805年3月18日  | 1814年4月28日  |                                                                                |
| 欧仁·德·博阿尔内                                    | 1805年3月18日  | 1814年4月28日  | 義大利總督                                                                     |
| 倫巴第-威尼西亞國王統治時期                         |                |                |                                                                                |
| 奧地利的法蘭茲一世                                  | 1815年4月7日   | 1835年3月2日   | 先前的米蘭公爵                                                                 |
| 奧地利的安東·維克多                                 | 1816年3月7日   | 1818年1月      | 法蘭茲一世指派的總督                                                           |
| 奧地利的雷納·喬瑟夫大公                             | 1818年1月      | 1835年3月2日   | 法蘭茲一世指派的總督                                                           |
| 斐迪南一世                                          | 1835年3月2日   | 1848年12月2日  | 法蘭茲一世之子                                                                 |
| 奧地利的雷納·喬瑟夫大公                             | 1835年3月2日   | 1848年5月      | 斐迪南一世指派的總督                                                           |
| 約瑟夫·拉德茨基·馮·拉德茨伯爵                       | 1848年8月6日   | 1848年12月2日  | 斐迪南一世指派的總督                                                           |
| 法蘭茲·約瑟夫一世                                   | 1848年12月2日  | 1859年11月10日 | 斐迪南一世的姪子                                                               |
| 約瑟夫·拉德茨基·馮·拉德茨伯爵                       | 1848年12月2日  | 1857年9月6日   | 法蘭茲·約瑟夫一世指派的總督                                                    |
| 奧地利的馬西米連諾大公                              | 1857年9月6日   | 1859年4月20日  | 法蘭茲·約瑟夫一世指派的總督                                                    |
| 費倫茨·朱萊伯爵                                     | 1859年4月20日  | 1859年6月8日   | 法蘭茲·約瑟夫一世指派的總督                                                    |
| 海因里希·赫斯                                       | 1859年6月8日   | 1859年8月1日   | 法蘭茲·約瑟夫一世指派的代理總督                                                |